# Peugeot Type 9, 10 e 12
Le Type 9, 10 e 12 erano tre autovetture prodotte tra il 1894 ed il 1897 dalla Peugeot.

## Profilo
Erano queste tre vetture progettate pensando a garantire un'abitabilità migliore rispetto a quella offerta dalle Type 6, 7 ed 8 con le quali erano telaisticamente imparentate. In un certo senso si può affermare che queste vetture siano le antesignane delle moderne station wagon, ma ancora non erano provviste di carrozzeria chiusa, bensì di una carrozzeria aperta e di un abitacolo spazioso.

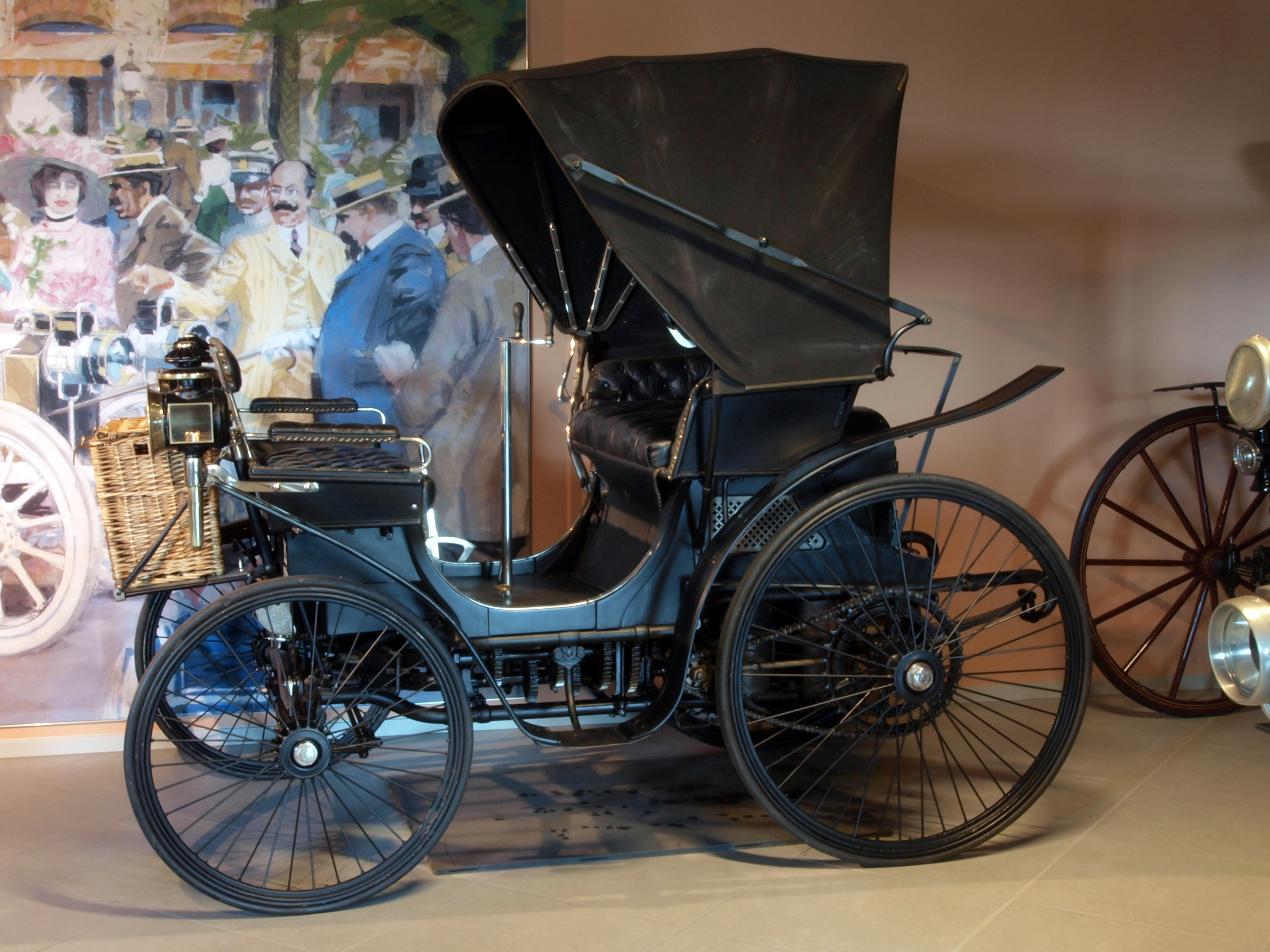
Una Peugeot Type 9

La versione di base era la Type 9, dotata del corpo vettura dagli ingombri minori. Piccola vettura in configurazione vis-a-vis, la Type 9 era equipaggiata da un nuovo motore da 1645 cm³ in grado di erogare 3,75 CV. Garantiva una buona abitabilità per quattro persone come nel caso, per esempio, della Type 8. Rispetto a quest'ultima, però, gli ingombri erano ridotti (20 cm in meno di lunghezza). Era in grado di raggiungere una velocità massima di 30 km/h e fu prodotta tra il 1894 ed il 1897 in 87 esemplari.
La Type 10, rispetto alla Type 9, era più grande come ingombri. In particolare è proprio questo modello a potersi fregiare a pieno titolo di vera antenata delle attuali station wagon. La parte posteriore era molto sviluppata e garantiva un'ottima abitabilità rispetto al resto della produzione automobilistica dell'epoca, e ci si poteva permettere anche un maggior carico di bagagli. Il motore era lo stesso della Type 9, e quindi anche le prestazioni. Fu prodotta tra il 1894 ed il 1896 in 90 esemplari.
Lo stesso motore era montato anche sulla Type 12, un'altra sorta di antica station wagon a 5 posti, prodotta nel solo anno 1895 in solo 2 esemplari. Era la prima Peugeot a carrozzeria chiusa, almeno per quanto riguarda gli occupanti posteriori. La fila anteriore di posti era invece ancora scoperta.